# Maria Lubomirska
Maria Lubomirska z domu Branicka (ur. 10 października 1873 w Stawyszcze, zm. 12 lipca 1934 w Warszawie) − polska księżna, małżonka Zdzisława Lubomirskiego.

## Życiorys
Była córką Władysława Branickiego herbu Korczak i Julii z Potockich. 6 września 1893 poślubiła polityka ks. Zdzisława Lubomirskiego, który w latach 1917–1918 był członkiem Rady Regencyjnej, która w dniu 7 października 1918 proklamowała niepodległość Polski. Maria Lubomirska w prezencie ślubnym od swoich rodziców otrzymała Biały Pałacyk na Frascati, który stał się ich warszawską siedzibą. Tutaj organizowali przyjęcia dla warszawskiej arystokracji i burżuazji. Razem zarządzali majątkiem w Małej Wsi. Lubomirscy mieli troje dzieci:
- Julię Marię (1894–1982), która poślubiła Tadeusza Leona Morawskiego, z którym miała pięcioro dzieci, m.in. Kazimierza i Zdzisława;
- Jerzego Aleksandra (1896–1943), który ożenił się z Marią Juliettą Rembielińską;
- Dorotę (1904–1930)[4].

Maria Lubomirska była autorką pamiętnika z okresu I wojny światowej Pamiętnik księżnej Marii Zdzisławowej Lubomirskiej 1914–1918.